# Viola palmata
Viola palmata är en violväxtart som beskrevs av Carl von Linné. Viola palmata ingår i släktet violer, och familjen violväxter. Utöver nominatformen finns också underarten V. p. palmata.

## Bildgalleri

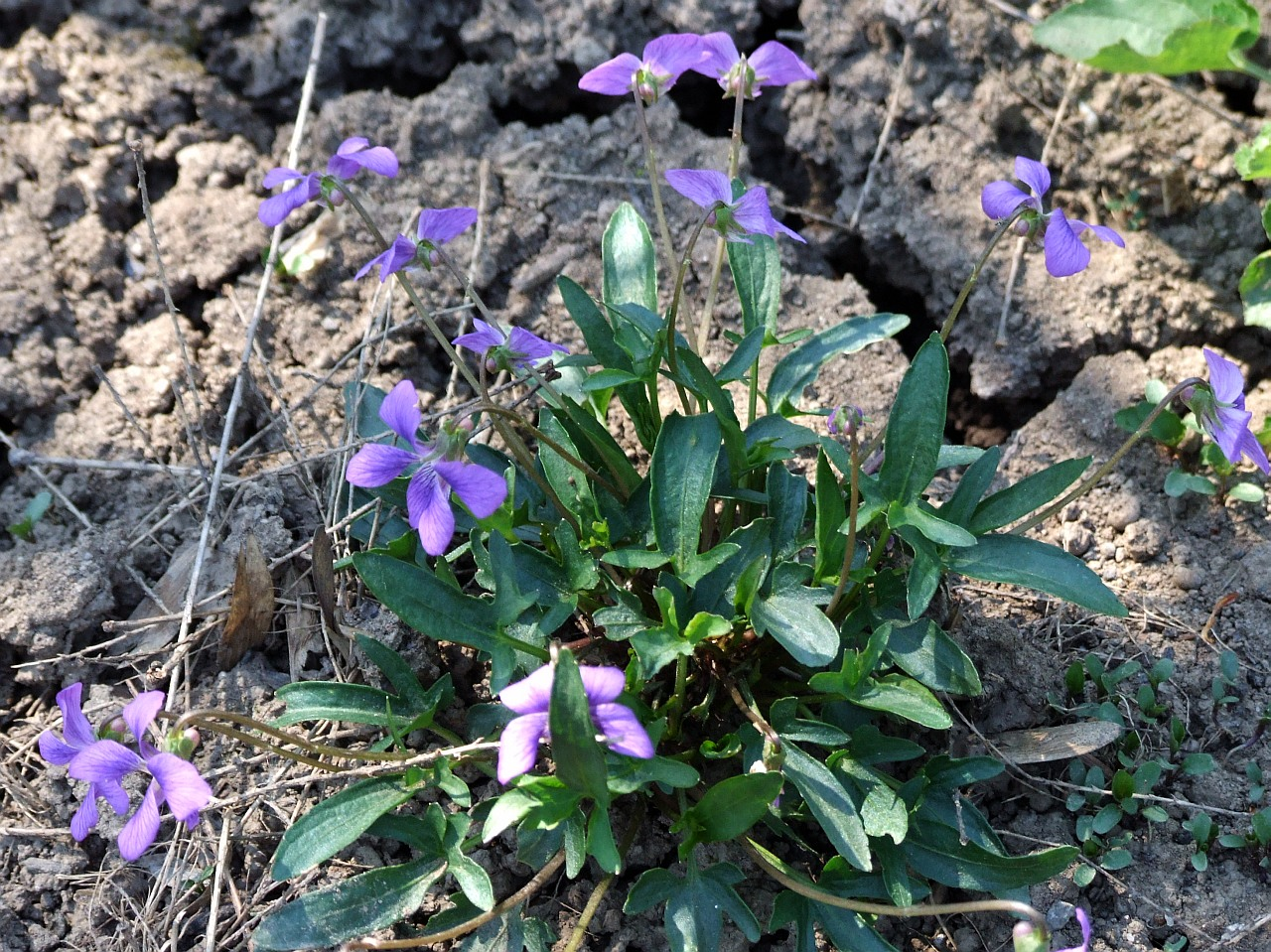